# Las cosmicómicas
Las cosmicómicas es una colección de doce cuentos escritos por Italo Calvino entre 1963 y 1964, publicados mayormente en los periódicos Il caffè e Il giorno y luego editadas como colección en 1965 por Giulio Einaudi Editore.
Son historias humorísticas escritas en un estilo paradojal relativas al universo, la evolución, el tiempo y el espacio. La colección incluye solamente los primeros cuentos de Calvino de este género. Puede haberse producido una confusión por el hecho de que otras tres colecciones de cuentos de Calvino, Ti con cero, La memoria del mundo y otras historias cosmicómicas y Cosmicómicas viejas y nuevas, fueron posteriormente reunidas y publicadas bajo el título global de Todas las cosmicómicas. 

## Contenido
El texto de la colección es realmente una explosión de fantasía: los cuentos, narrados en primera persona por el protagonista, el viejo Qfwfq se inspiran en nociones científicas (algunas de las cuales se encuentran desacreditadas hoy en día), principalmente de astronomía para desarrollar historias surrealistas e hilarantes. A cada cuento lo precede un breve paratexto en cursiva que proporciona al lector la evidencia científica o paracientífica: luego el cuento propiamente dicho, en forma de monólogo, desarrolla el tema del paratexto. 

### Cuentos
Los cuentos que componen la colección son:
- La distancia de la luna: partiendo de la hipótesis de George Darwin sobre la cercanía entre Luna y Tierra en tiempos pretéritos, Calvino desarrolla una historia en la que , escalera mediante, eran habituales las visitas al satélite:

Así de disputado era el intersticio entre Tierra y Luna por los dos influjos que se equilibraban. Diré más: un cuerpo que bajaba a Tierra desde el satélite permanecía por algún tiempo cargado de fuerza lunar y se negaba a la atracción de nuestro mundo. Incluso yo, a pesar de ser alto y gordo, cada vez que había estado allá tardaba en acostumbrarme de nuevo al arriba y al abajo terrestres, y los amigos tenían que atraparme por los brazos y retenerme a la fuerza, colgados en racimo de la barca oscilante mientras yo, cabeza abajo, seguia estirando las piernas hacia el cielo

- Al nacer el día: con la explicación de Gerard Kuiper sobre cómo comenzaron a solidificarse los planetas en las tinieblas por la condensación de una nebulosa fría y uniforme, mientras las radiaciones del Sol iban quemando la envoltura de helio e hidrógeno:

-¡Rwzfs! ¿Por qué has prendido fuego a la abuela?- había yo empezado a gritar a nuestro padre, pero al volverse hacia mi hermano vio que también él estaba envuelto en llamas. Y además mi padre, y mi madre, y yo, todos nos quemábamos en el fuego. Es decir, no nos quemábamos, estábamos inmersos en él como en un bosque deslumbrante, las llamas se alzaban en toda la superficie del planeta, era un aire de fuego en el cual podíamos correr y cernirnos y volar, tanto que nos dio como una nueva alegría.

- Un signo en el espacio: el Sol tarda casi 200 millones de años en dar una vuelta alrededor del centro de la galaxia, y -en cada vuelta- Qfwfq se entretiene buscando la marca que dejó en el recorrido anterior:

No había ya forma de establecer un punto de referencia: la Galaxia continuaba dando vueltas, pero yo ya no conseguía contar los giros, cualquier puento podía ser el de partida, cualquier signo sobrepuesto a los otros podía ser el mío, pero descubrirlo no hubiera servido de nada, tan claro era que independientemente de los signos el espacio no existía, y quizá no había existido nunca.

- Todo en un punto: antes del Big bang todo estaba en un punto:

Estábamos tan bien todos juntos, tan bien, que algo extraordinario tenía que suceder. Bastó que en cierto momento ella dijese; -¡Muchachos, si tuviera un poco de espacio, cómo me gustaría amasarles unos tallarines! -Y en aquel momento todos pensamos en el espacio que hubieran ocupado los redondos brazos de ella moviéndose adelante y atrás con el rodillo sobre la lámina de masa, el pecho de ella bajando lentamente sobre el gran montón de harina y huevos que llenaba la ancha tabla de amasar, mientras sus brazos amasaban, blancos y untados de aceite hasta el codo; pensamos en el espacio que hubiera ocupado la harina, y el trigo para hacer la harina, y las montañas de las que bajaba el agua para regar los campos, y los pastos para los rebaños de terneras que darían la carne para la salsa..(...) y en el mismo momento de pensarlo ese espacio infatigablemente se formaba...

- Sin colores:Antes de tener atmósfera, no había colores en la Tierra:

Entre tantas cosas indispensables que nos faltaban, comprenderán que la ausencia de colores era el problema menor:aunque hubiéramos sabido que existían, los habríamos considerado un lujo fuera de lugar. Único inconveniente: el esfuerzo de la vista cuando había que buscar algo o a alguien, porque siendo todo igualmente incoloro era difícil distinguirlo de lo que estaba atrás o alrededor.

- Juegos sin fin:sobre la teoría alternativa al Big bang, de que teniendo en cuenta el alejamiento progresivo de las galaxias, basta la creación de un átomo de hidrógeno cada 250 millones de años en un espacio de 40 cm cúbicos, para mantener la densidad media del universo:

Como el espacio es curvo, a lo largo de su curva hacíamos correr los átomos como bolitas, y el que mandaba más lejos su átomo ganaba...

- El tío acuático:Basándose en la teoría de la evolución, se desarrolla la historia de una familia de anfibios que vive en la superficie pero tiene un viejo tío que es aún un pez y se niega a evolucionar.

- Cuánto Apostamos:Dos personajes se dedican a apostar sobre el desarrollo del universo (y posteriormente de la historia de la humanidad) a lo largo de los milenios para pasar el tiempo.

- Los Dinosaurios:Se apoya en la teoría de que la extinción de los dinosaurios no fue una catástrofe repentina. El protagonista es el último dinosaurio y se une a una manada de mamíferos, estos lo aceptan porque no llegaron a conocer a los dinosaurios personalmente, así el protagonista atestigua cómo se forma y cómo evoluciona el mito alrededor de su especie extinta.

- La forma del espacio:Un narrador sin nombre "cae" a través del espacio, no puede dejar de notar que su trayectoria es paralela a la de una mujer hermosa llamada Ursula H'x, y a la del teniente Fenimore, quien también está enamorado de Ursula. El narrador sueña con que la forma del espacio cambie, así podría tocar a Ursula (o pelear con el teniente).

- Los años luz:La luz de los cuerpos distantes en el espacio tarda millones de años en llegar a la Tierra, por lo tanto, nosotros vemos a esos cuerpos como eran en el pasado remoto, no como son ahora. Mientras examina el cielo con un telescopio, el narrador encuentra un mensaje que dice "Te he visto" en una galaxia a 100 millones de años luz, el narrador se preocupa pues 100 millones de años atrás había hecho algo que le avergonzaba.

- La espiral:Una historia sobre la vida de un molusco, la naturaleza del amor, de la escritura y la relación recíproca entre la visión y lo que hay para ver.